# Guano Apes
Guano Apes és un grup de rock alternatiu alemany, essencialment en llengua anglesa, actiu des del 1990 fins al 2004. La seua música pot considerar-se com una fusió de grunge i metal, la qual va convertir-los en un dels grups de rock més famosos d'Alemanya en la seua època.

## 1994 - 2005
Guano Apes va nàixer el 1990 a Göttingen pel guitarrista Henning Rümenapp, el baix Stefan Ude i el bateria Dennis Poschwatta. La cantant Sandra Nasic s'hi va unir el 1994. La fama va arribar-los el 1996 amb la cançó «Open Your Eyes», que esdevendria el seu primer senzill més conegut i a continuació el seu àlbum de debut Proud Like a God.
La banda acabà dissolent-se el 2004 després d'editar un recopilatori dels seus èxits i fer una gira final.

## 2009 - Present
El 2009 Guano Apes es tornen a reunir per fer una sèrie de concerts a Alemanya, Portugal, Bèlgica i altres països. Entre aquests concerts s'ha de destacar el realitzat al festival Rock am ring el 2009.
Fruit d'aquesta gira el grup comunica en la seva web que treballen en un nou àlbum i en una nova gira.
L'Abril del 2011 surt a la venda l'àlbum "Bel Air" precedit dos mesos abans pel senzill "Oh What A Night"

## Membres
- Sandra Nasic - veu
- Henning Rümenapp - guitarra
- Stefan Ude - baix
- Dennis Poschwatta - bateria

## Discografia

### Àlbums
- Proud Like a God (1997)
- Don't Give Me Names (2000)
- Walking on a Thin Line (2003)
- Guano Apes - Live (2003)
- Planet of the Apes (grans èxits, 2004)
- Lost (T)apes (compilació d'extras, 2006, sortit sota el nom de The Best & The Lost (T)apes per a l'edició de luxe)
- Bel Air (2011)

### Senzills
- Open Your Eyes (1997)
- Rain (1998)
- Lords of the Boards (1998)
- Don't You Turn Your Back on Me (1999)
- Big in Japan (2000)
- No Speech (2000)
- Living in a Lie (2000)
- Dödel Up (2001)
- Kumba Yo! (com Guano Apes, amb la col·laboració de Michael Mittermeier) (2001)
- You Can't Stop Me (2003)
- Pretty in Scarlet (2003)
- Quietly (2003)
- Break the Line (2004)
- Oh What A Night (2011)